# 496
Năm 496 là một năm trong lịch Julius.